# المراعي الجيرية
المراعي الجيرية (Calcareous grassland)أو المراعي القلوية (alkaline grassland)هي نظام بيئي مرتبط بالتربة القاعدية الرقيقة، مثل تلك الموجودة على الأراضي الطبشورية والأحجار الجيرية المتخفضة. فتتميز النباتات الموجودة في الأراضي العشبية الجيرية بالقصر وتكون قوية عادةً، وتشمل الأعشاب والنباتات كالبرسيم مثلا. تُعد المراعي الجيرية موطنًا مهمًا للحشرات، وخاصة الفراشات والنمل،  ويُحافظ عليها في ذروة موسمها عن طريق الحيوانات العاشبة، عادةً الأغنام وأحيانًا الماشية. كانت الأرانب تلعب دورًا مهمًا في هذة العملية، ولكن بسبب ظهور مرض الورم المخاطي، انخفضت أعدادها بشكل كبير لدرجة أنها لم تعد تتمتع بتأثير رعي كبير.

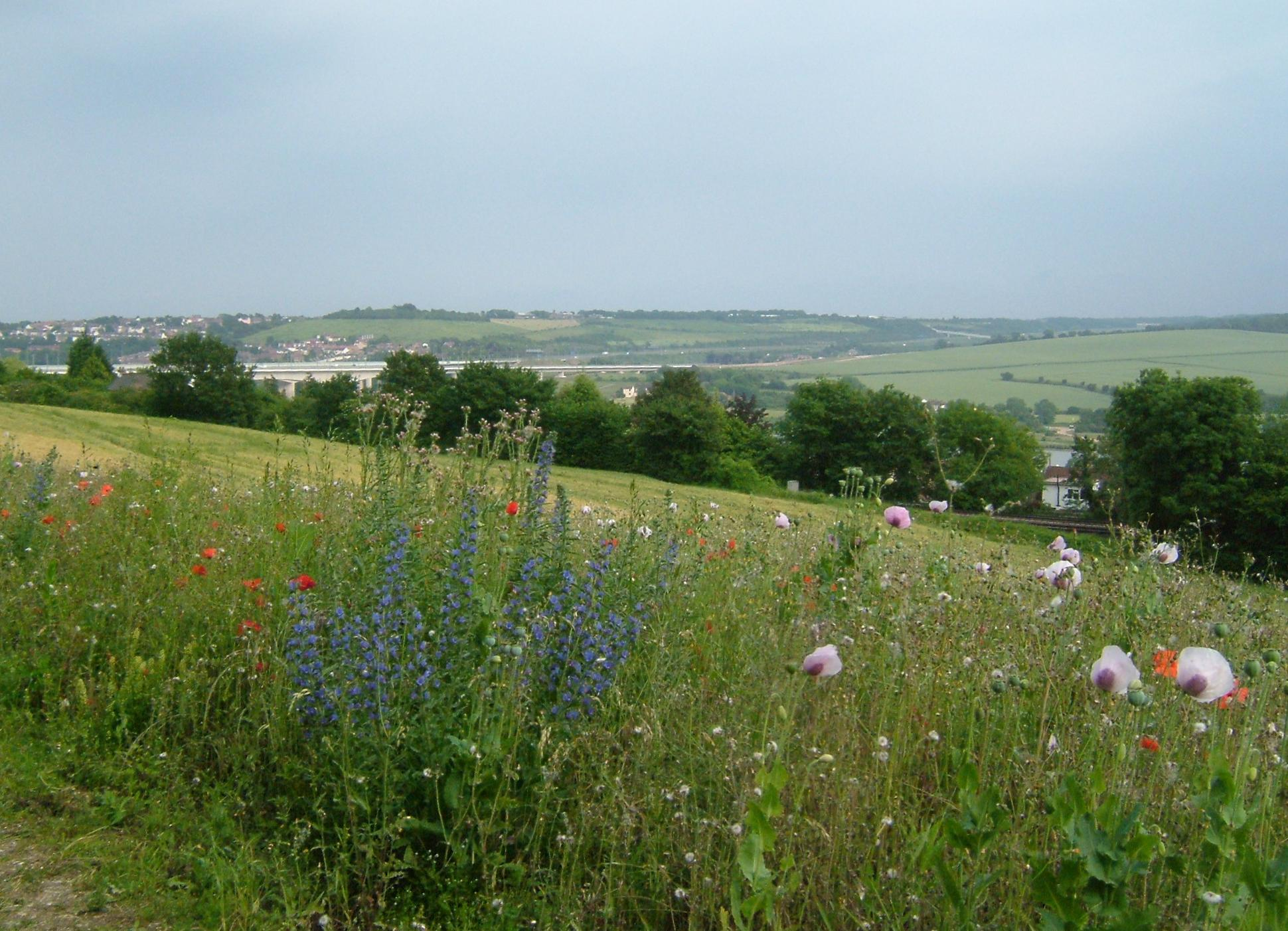
مزرعة رانسكومب، ميدواي على نورث داونز. في شهر يونيو، تُغطى هذه المروج بأزهار عشبية طباشيرية.

توجد مساحات واسعة من الأراضي العشبية الجيرية في شمال غرب أوروبا، وخاصة مناطق جنوب إنجلترا، مثل سهل سالزبوري والمنخفضات الشمالية والجنوبية للمملكة.

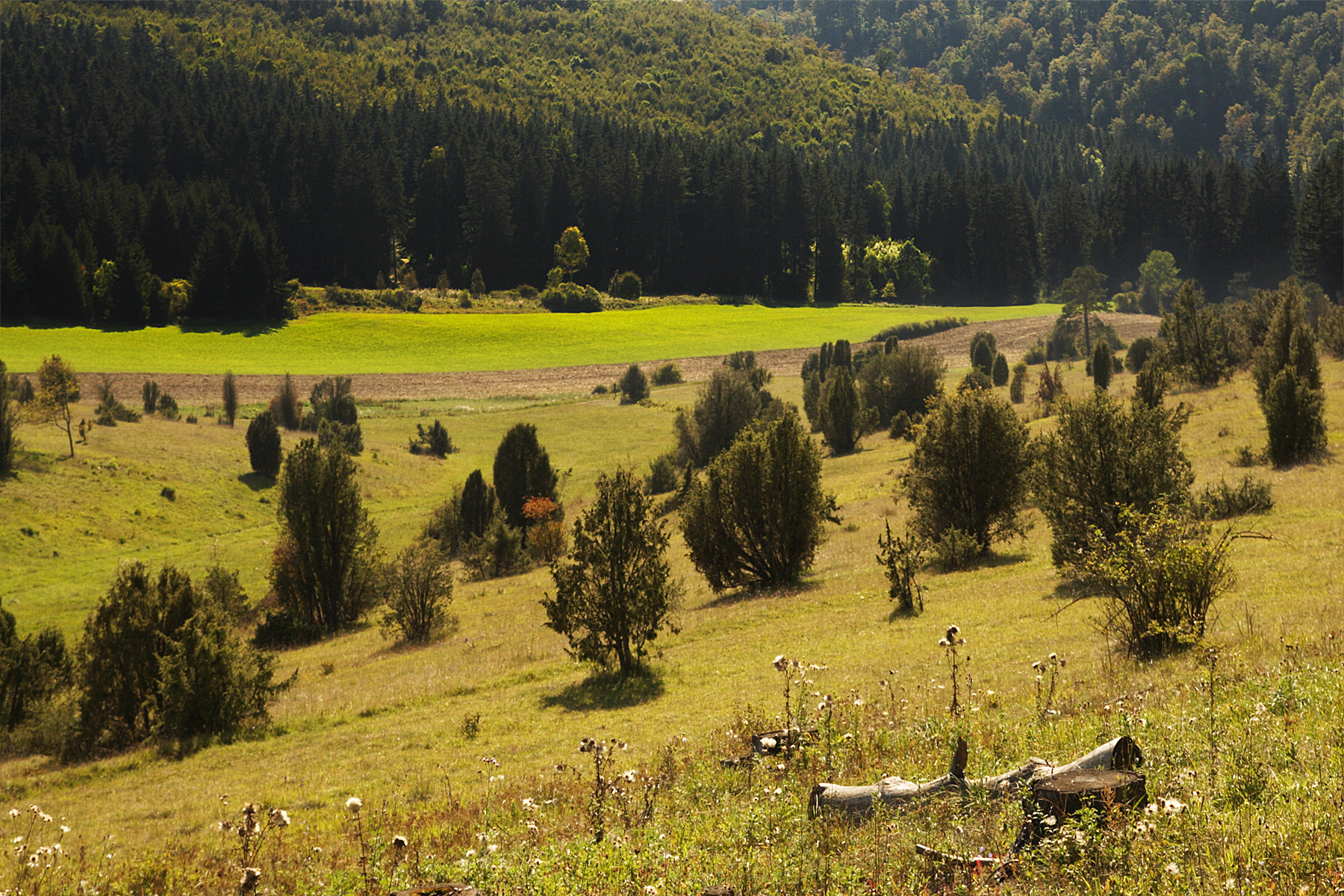
واشولدهايدي، سوبيان ألب، ناتورشوتزجيبيت ديجلفيلد

يشكل سهل الماشير نوعًا مختلفًا من الأراضي العشبية الجيرية، حيث تتشكل السهول المنخفضة الخصبة على أرض غنية بالكالسيوم بسبب رمل الأصداف أو الأصداف البحرية المسحوقة.

## ملحوظات
1. ↑  Chalk Grassland HAP |مسار أرشيف =https://web.archive.org/web/20090107010139/http://www.biodiversitysussex.org/chalkgrass.htm%7Cdate=2009-01-07}}
2. ↑  Mugnai، Michele؛ Frasconi Wendt، Clara؛ Balzani، Paride؛ Ferretti، Giulio؛ Dal Cin، Matteo؛ Masoni، Alberto؛ Frizzi، Filippo؛ Santini، Giacomo؛ Viciani، Daniele (2021). "Small-scale drivers on plant and ant diversity in a grassland habitat through a multifaceted approach". PeerJ. ج. 9: e12517. DOI:10.7717/peerj.12517. PMC:8711281. PMID:35036118.